# Прокопије I (митрополит херцеговачки)
Митрополит Прокопије I је био митрополит херцеговачки у периоду од 1837-1838. године.
На месту митрополита херцеговачког наследио је митрополита Јосифа који је 1836. премештен на катедру димитријадску. Прокопије, дотадашњи митрополит созоагатопољски, дошао је у Мостар 11. фебруара 1837.године. Међутим, исте године је и премештен из Херцеговине, што је забележено и у записима: „Доће Прокопије, владика, горди и злонравни, 1837; и нЕга богь порази, диже га потргархъ". Из другог записа се види да је Прокопије уклоњен синодском одлуком са епархије: "...по нЕговои неблагодарности диже га синодъ патриаршескї и из Херцеговине прие године, и доће господинь Авзентїе 1838".
Као бивши митрополит херцеговачки, Прокопије је исте године посетио Фочу.